# Petrolia (Teksas)
Petrolia – miasto w Stanach Zjednoczonych, w stanie Teksas, w hrabstwie Clay.